# Nososticta kalumburu
Nososticta kalumburu là loài chuồn chuồn trong họ Platycnemididae. Loài này được Watson & Theischinger mô tả khoa học đầu tiên năm 1984.